# Bright (film)
A Bright 2017-es amerikai fantasy akciófilm, amelynek rendezője David Ayer, forgatókönyvírója Max Landis. A főbb szerepekben Will Smith, Joel Edgerton, Noomi Rapace, Lucy Fry, Édgar Ramírez és Ike Barinholtz látható. 
A forgatás 2016 novemberében kezdődött Los Angelesben. A film 2017. december 22-én jelent meg világszerte a Netflixen. Általánosságban nagyrészt negatív véleményeket kapott a kritikusoktól, ennek ellenére mégis a Netflix egyik legtöbbet streamelt filmjévé vált.

## Rövid történet
Egy alternatív jelenben az emberek és mitikus lények együtt élnek. Egy Los Angeles-i rendőr és ork társa szembeszáll a rasszizmussal és a rendőrségi korrupcióval, miközben egy varázspálcát és az azt használó elf lányt védik.

## Szereplők

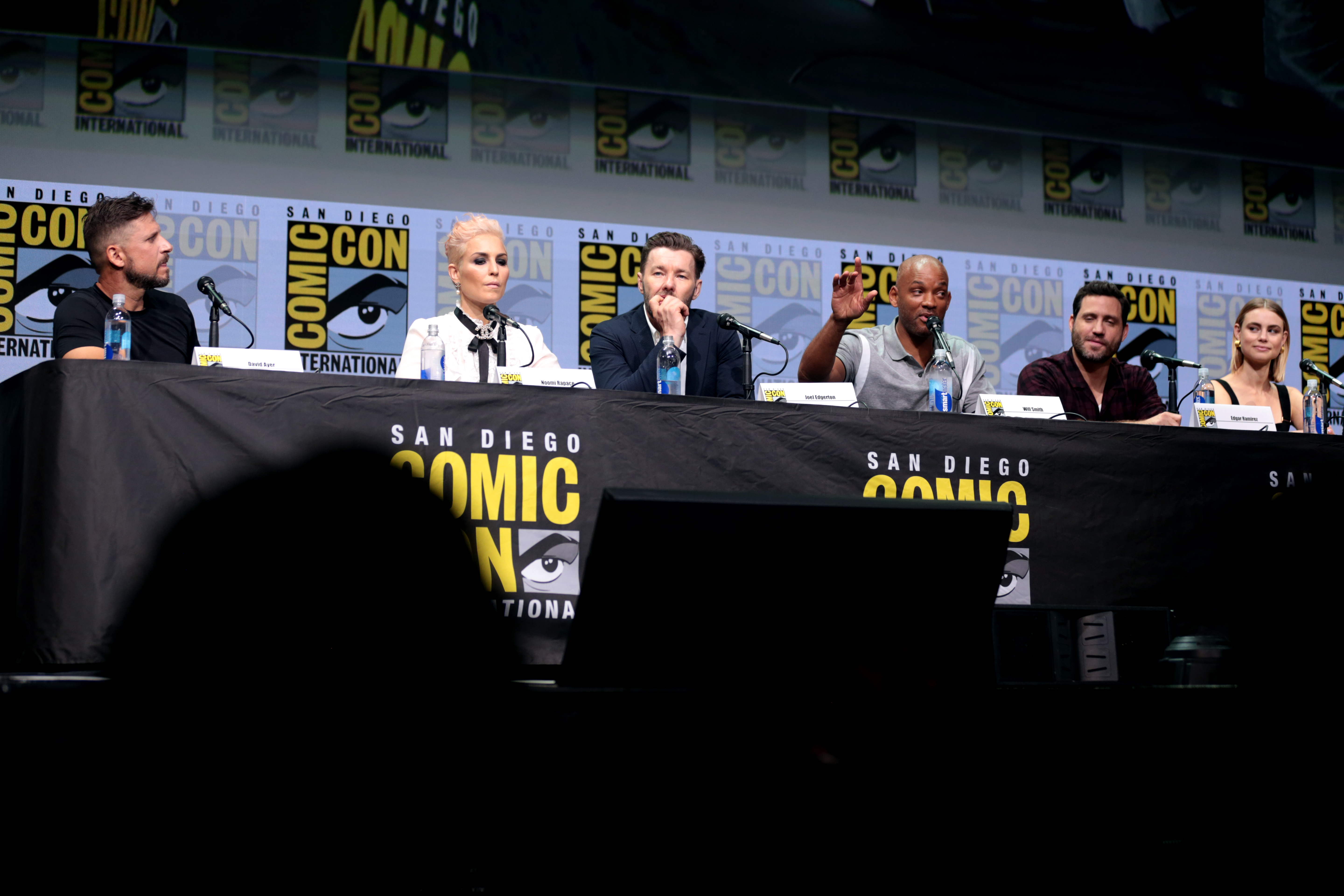
(balról-jobbra): David Ayer rendező és Noomi Rapace, Joel Edgerton, Will Smith, Édgar Ramírez és Lucy Fry a 2017-es San Diegó-i Nemzetközi Képregény-találkozó.

- Will Smith: Daryl Ward, emberi rendőr.
- Joel Edgerton: Nick Jakoby, az ország első ork rendőrtisztje, Daryl társa.
- Noomi Rapace: Leilah, Inferni elf, aki a varázspálca feletti uralmat keresi.
- Lucy Fry: Tikka, fiatal Inferni elf, aki a varázspálca birtokában van.
- Édgar Ramírez: Kandomere, magas rangú elf szövetségi ügynök, aki az USA Mágiaügyi Minisztériumának Mágikus Munkacsoportjában dolgozik.
- Ike Barinholtz: Pollard, korrupt emberi rendőr, aki a pálcát akarja ellopni magának.
- Happy Anderson: Hildebrandt Ulysses Montehugh, emberi szövetségi ügynök, aki Kandomere alatti poszton dolgozik a Mágikus Munkacsoportban.
- Dawn Olivieri: Sherri Ward, Daryl emberi felesége és Sophia anyja.
- Matt Gerald: Hicks, korrupt emberi rendőr.
- Margaret Cho: Ching, korrupt emberi rendőrőrmester.
- Brad William Henke: Dorghu, a Fogteeth Ork banda impozáns vezetője.
- Jay Hernandez: Rodriguez, emberi LASD helyettes.
- Veronica Ngo: Tien, Inferni elf végrehajtó, aki Leilahnak dolgozik.
- Alex Meraz: Serafin, Inferni elf végrehajtó, aki Leilahnak dolgozik.
- Nadia Gray: Larika, Inferni elf végrehajtó, aki Leilah-nak dolgozik.
- Joseph Piccuirro: Brown, korrupt emberi rendőr.
- Enrique Murciano: Poison, az emberi Altamira banda nyomorék vezetője, aki kerekesszéket használ.
- Scarlet Spencer: Sophia Ward, Daryl és Sherri emberi lánya.
- Andrea Navedo: Perez, emberi rendőrkapitány és Ward felettese.
- Kenneth Choi: Yamahara, emberi LAPD belső ügyosztályának nyomozója.
- Bobby Naderi: Arkashian, emberi LAPD belső ügyosztálybeli nyomozó.
- Cle Shaheed Sloan: OG Mike, Wardék emberi szomszédja.
- Chris Browning: Serling, ember, akit az USA Mágiaügyi Minisztériumának munkacsoportja hallgat ki.
- Joe Rogan: Önmaga, aki egy orkot kérdez ki Jakobyról.

## Filmzene
| Bright: Számlista | Bright: Számlista                                     | Bright: Számlista               | Bright: Számlista | Bright: Számlista | Bright: Számlista | Bright: Számlista | Bright: Számlista | Bright: Számlista | Bright: Számlista |
| #                 | Cím                                                   | Producer(ek)                    | Hossz             |                   |                   |                   |                   |                   |                   |
| ----------------- | ----------------------------------------------------- | ------------------------------- | ----------------- | ----------------- | ----------------- | ----------------- | ----------------- | ----------------- | ----------------- |
| 1.                | Broken People (Logic és Rag'n'Bone Man)               | Alex da Kid                     | 3:32              |                   |                   |                   |                   |                   |                   |
| 2.                | World Gone Mad (Bastille)                             | Smith Mark Crew                 | 3:16              |                   |                   |                   |                   |                   |                   |
| 3.                | Home (Machine Gun Kelly, X Ambassadors és Bebe Rexha) | David Pramik Phelps             | 3:22              |                   |                   |                   |                   |                   |                   |
| 4.                | Crown (Camila Cabello és Grey)                        | Grey Louis Bell                 | 3:21              |                   |                   |                   |                   |                   |                   |
| 5.                | Darkside (Ty Dolla $ign és Future featuring Kiiara)   | Wiklund JMIKE AC Andrew Bolooki | 3:53              |                   |                   |                   |                   |                   |                   |
| 6.                | Danger (Migos and Marshmello)                         | Judge Marshmello                | 3:34              |                   |                   |                   |                   |                   |                   |
| 7.                | That's My N---a (Meek Mill, YG és Snoop Dogg)         | Viruss Beats                    | 3:19              |                   |                   |                   |                   |                   |                   |
| 8.                | Smoke My Dope (Steve Aoki és Lil Uzi Vert)            | Steve Aoki                      | 3:22              |                   |                   |                   |                   |                   |                   |
| 9.                | FTW (F--k the World) (A$AP Rocky és Tom Morello)      | DJ Khalil                       | 2:23              |                   |                   |                   |                   |                   |                   |
| 10.               | Cheer Up (Portugal. The Man)                          | D. Sardy Bates                  | 2:46              |                   |                   |                   |                   |                   |                   |
| 11.               | Hares on the Mountain (alt-J)                         | Charlie Andrew                  | 3:48              |                   |                   |                   |                   |                   |                   |
| 12.               | Campfire (DRAM és Neil Young)                         | Joe London D.R.A.M. Niles       | 3:40              |                   |                   |                   |                   |                   |                   |
| 13.               | This Land Is Your Land (Sam Hunt)                     | Zach Crowell                    | 2:34              |                   |                   |                   |                   |                   |                   |
| 42:50             |                                                       |                                 |                   |                   |                   |                   |                   |                   |                   |

## Hasonló filmek, sorozatok
- Földönkívüli zsaru
- Halálos igézet
- Előre
- Shadowrun
- Rémvadászok
- Furcsa amcsik
- Boszorkányüldözés
- Wishfart